# جواد شاکر کاباآچلی
جواد شاکر کاباآغاچلی (ترکی استانبولی: Cevat Şakir Kabaağaçlı) (زاده ۱۷ آوریل ۱۸۸۶، در کرت - مرگ ۱۳ اکتبر ۱۹۷۳ در ازمیر) تخلص موسی جواد شاکر نویسنده، رمان‌نویس، مردم‌نگار و سفرنامه‌نویس ترک است.

## زندگینامه
او رابطه عمیقی با بدروم دارد. او در سال ۱۹۲۵ به مدت سه سال به استانبول تبعید شد و پس از گذراندن آخرین بخش از حکم خود در استانبول، دوباره به بدروم بازگشت و ۲۵ سال در آن زندگی کرد. تخلص او اشاره به شهر هالیکارناس، که شهری باستانی است، دارد.  
جواد شاکر تأثیر عمیقی بر تکامل عقاید روشن‌فکری در ترکیه قرن بیستم داشت و به عنوان فاضل در ترکیه دارای احترام زیادی است.

## آثار

### داستان‌های کوتاه
Ege Kıyılarından (از سواحل اژه) (۱۹۳۹)
Merhaba Akdeniz (سلام مدیترانه) (۱۹۴۷)
Ege’nin Dibi (ژرفای اژه) (۱۹۵۲)
Yaşasın Deniz (زنده‌باد دریا) (۱۹۵۴)
Gülen Ada (جزیرهٔ خندان) (۱۹۵۷)
Ege’den (از اژه) (۱۹۷۲)
Gençlik Denizlerinde (در دریاهای جوانی) (۱۹۷۳)
Parmak Damgası (نشان انگشت) (۱۹۸۶)
Dalgıçlar (غواصان) (۱۹۹۱)
Gündüzünü Kaybeden Kuş (پرنده‌ای که روزش را گم کرد)

### مقالات
Anadolu Efsaneleri (افسانه‌های آناتولی) (۱۹۵۴)
Anadolu Tanrıları (خدایان آناتولی) (۱۹۵۵)
Mavi Sürgün (تبعید آبی) (زندگی‌نامه، ۱۹۶۱)
Anadolu’nun Sesi (صدای آناتولی) (تحلیل، ۱۹۷۱)
Hey Koca Yurt (ای میهن بزرگ) (۱۹۷۲)
Merhaba Anadolu (سلام آناتولی) (۱۹۸۰)
Düşün Yazıları (نوشته‌های اندیشه) (۱۹۸۱)
Altıncı Kıta Akdeniz (قارهٔ ششم: مدیترانه) (۱۹۸۲)
Sonsuzluk Sessiz Büyür (بی‌صدا رشد می‌کند ابدیت) (۱۹۸۳)
Çiçeklerin Düğünü (عروسی گل‌ها) (۱۹۹۱)
Arşipel (مجمع‌الجزایر) (۱۹۹۳)

### رمان‌ها
Aganta Burina Burinata (آگانتا بورینا بوریناتا) (۱۹۴۵)
Ötelerin Çocuğu (فرزند آن‌سوترها) (۱۹۵۶)
Uluç Reis (اولُج رئیس) (۱۹۶۲)
Turgut Reis (تورگوت رئیس) (۱۹۶۶)
Deniz Gurbetçileri (دریانوردان دور از وطن) (۱۹۶۹)